# Мице Пашоевски
Мице Пашоевски (на македонска литературна норма: Мице Пашоевски) е писател от Република Македония.

## Биография
Роден е в 1943 година в Егейска Македония. Емигрира в Югославия и се установява в Демир Капия. От ранна възраст сътрудничи на много списания и издава първата си прозаична книга, озаглавена „Искушение“ (Изкушение) в 1980 година. Оттогава са издадени книгите „Писмо“ (Писмо), „Препознавање“ (Разпознаване), „Враќање“ (Връщане), „Стапица“ (Капан), „Снегулка“ (Снежинка), „Вжарени искри“ (Жарни искри), „Приказни од животот“ (Приказки от живота), „Анализа“ (Анализ), „Видовитата девојка“ (Ясновидна девойка), „Не можам да ти простам два пати“ (Не мога да ти простя два пъти) и романът, публикуван в продължения във вестника „Нова Македония“, „Вториот живот на Ѓорѓи“ (Вторият живот на Георги). Оставя готови за печат сборника с детски песни „Кажи златно сонце“ (Кажи златно слънце) и драматизираната детска приказка „Дедо Мраз со внуците кај нас“ (Дядо Мраз с внуците у нас). За любителските театри в страната е драматизирал новелите „Ајдучка чешма“ (Хайдутска чешма) от Видое Подгорец, „Калеш Аня“ от Стале Попов и детските приказки „Аловото цвеќенце“ (Аленото цветенце), „Снежана и седумте џуџиња“ (Снежанка и седемте джуджета) и „Свињарот“ (Свинарът).
Пашоевски работи като дописник от Неготино и Демир Капия на „Нова Македония“ и „Вечер“, бил е сътрудник на Македонското радио, Радио Скопие и е писал за много други вестници.
От 1963 година се занимава с развитието и обогатяването на културно-развлекателния живот в Демир Капия и в населените места от община Неготино. Той е един от двамата инициатори за създаването на драматична секция в Демир Капия, която по-късно прераства в самодеен театър, носещ името на Мирка Гинова. С още няколко души той стартира инициатива за създаване на едноименен дом на културата в Демир Капия, в който функционират театърът и културно-художественото дружество. Самият той е работил там няколко години, а домът е един от най-активните в страната.
Дори и след пенсионирането си Пашоевски има принос в културния живот на Демир Капия. Бил е драматичен актьор, както и режисьор. За своята дейност е носител на най-високите общински награди в Неготино и Демир Капия.
Умира на 18 февруари 2015 година в Демир Капия.